# Snow Lake Shores
Snow Lake Shores és una població dels Estats Units a l'estat de Mississipi. Segons el cens del 2000 tenia 300 habitants.

## Demografia
Segons el cens del 2000, Snow Lake Shores tenia 300 habitants, 147 habitatges, i 105 famílies. La densitat de població era de 170,3 habitants per km².
Dels 147 habitatges en un 12,2% hi vivien nens de menys de 18 anys, en un 65,3% hi vivien parelles casades, en un 6,1% dones solteres, i en un 27,9% no eren unitats familiars. En el 24,5% dels habitatges hi vivien persones soles el 8,8% de les quals corresponia a persones de 65 anys o més que vivien soles. El nombre mitjà de persones vivint en cada habitatge era de 2,04 i el nombre mitjà de persones que vivien en cada família era de 2,39.
Per edats la població es repartia de la següent manera: un 10% tenia menys de 18 anys, un 2,3% entre 18 i 24, un 19,7% entre 25 i 44, un 40,3% de 45 a 60 i un 27,7% 65 anys o més.
L'edat mediana era de 55 anys. Per cada 100 dones de 18 o més anys hi havia 97,1 homes.
La renda mediana per habitatge era de 30.625 $ i la renda mediana per família de 33.750 $. Els homes tenien una renda mediana de 28.250 $ mentre que les dones 20.556 $. La renda per capita de la població era de 19.603 $. Entorn del 6,8% de les famílies i el 6,1% de la població estaven per davall del llindar de pobresa.

## Poblacions més properes
El següent diagrama mostra les poblacions més properes.